# El Solà de la Vila
El Solà de la Vila és una masia situada en el terme municipal de Moià, a la comarca catalana del Moianès. Està situada a prop i al nord-oest de la vila, en el vessant sud de l'extrem sud-occidental del Serrat de Coromines i al nord-oest del Serrat Cogul del Simon i del Turó de Sant Andreu, on hi ha el Castell de Clarà. És en una carena que separa les valls del Torrent Fondo de Vilaclara (al nord-oest) i del torrent de la Baga de Coromines.